# زهرة الحواشي الخيطية
زهرة الحواشي الخيطية (باللاتينية: Veronica filiformis) نوع نباتي يتبع جنس زهرة الحواشي من الفصيلة الحملية. كانت تصنف سابقًا ضمن الفصيلة الغدبية.

## الموئل والانتشار
موطنها المشرق العربي وتركيا.